# Dictyna denisi
Dictyna denisi là một loài nhện trong họ Dictynidae.
Loài này thuộc chi Dictyna. Dictyna denisi được Pekka T. Lehtinen miêu tả năm 1967.